# 横浜港
横浜港（よこはまこう）は、神奈川県横浜市の東京湾岸にある港湾である。港湾管理者は横浜市。港湾法上の正式名称は横浜港だが、港内の船舶交通を図る港則法では京浜港横浜区と称される。その範囲は鶴見区沖合いより金沢区八景島の辺りまで7,260.5haに及ぶ。
東アジアの大規模港に対抗するため新たに設けられた国際戦略港湾・京浜港（ハブ港）の一翼東京港・川崎港とともにを担い、国土交通省より「国際コンテナ戦略港湾」の指定も受けている。また、国土交通省よりスーパー中枢港湾の指定を東京港と共に受けている。
1859年7月1日（安政6年6月2日）開港。いわゆる「安政の開国」による開港五港である。金港の美称を持つ。他に関税法施行令上の開港で国際貿易港（五大港）、日本三大貿易港などに含まれる。

## 概説
横浜港は1858年7月29日（安政5年6月19日）に締結された日米修好通商条約（安政五ヶ国条約）に基づき、東海道の宿場町である神奈川宿近くの神奈川湊が開港する予定であったが、実際には1859年7月1日（安政6年6月2日）に当時寒村だった武蔵国久良岐郡横浜村（横浜市中区の関内付近）に「横浜港」として開港した。1941年に東京港が開港するまで国際港を有していなかった東京の外港としての役割を現在でも担っている。当初は最大の輸出品であった生糸貿易の中心港として、後に京浜工業地帯の工業港として大きく発展した。
当初は現在の神奈川県庁本庁舎付近（中区日本大通）にあった運上所（税関）の沿岸に東西2つの波止場が設けられて貿易が始まったが、大正期間にかけ新港埠頭などの港湾施設が整備されたことにより、神戸港（兵庫県神戸市）とともに東西日本をそれぞれ代表する国際貿易港として日本の近代化を牽引した。
第二次世界大戦の際の空襲とその後の連合国軍駐留により大きな打撃を受けたものの、1950年制定の港湾法に基き、翌1951年には横浜市が港湾管理者となり戦前の国営港湾から終戦直後の連合国軍接収時代を経て市営港湾化された。1950年に制定された横浜国際港都建設法の下、国際港都・横浜の中心的施設として整備。現在では横浜市の東京湾沿岸ほぼ全域に広がり、10ヶ所の埠頭と249のバース（岸壁）を有する。外貿コンテナ取扱個数は東京港に次ぐ日本国内第2位であり、東日本を代表するコンテナポート。またクルーズ客船の発着港としても寄港数で2003年に初めて国内港湾第1位となって以来、2014年まで続いた（2015年は博多港、長崎港に次ぐ第3位）。
入港船舶数は全国17位（28,995隻、2020年）、海上出入貨物量は全国2位（9362万トン、同）、貿易額は全国3位（1兆1021億円、同）。

## 歴史

### 神奈川湊

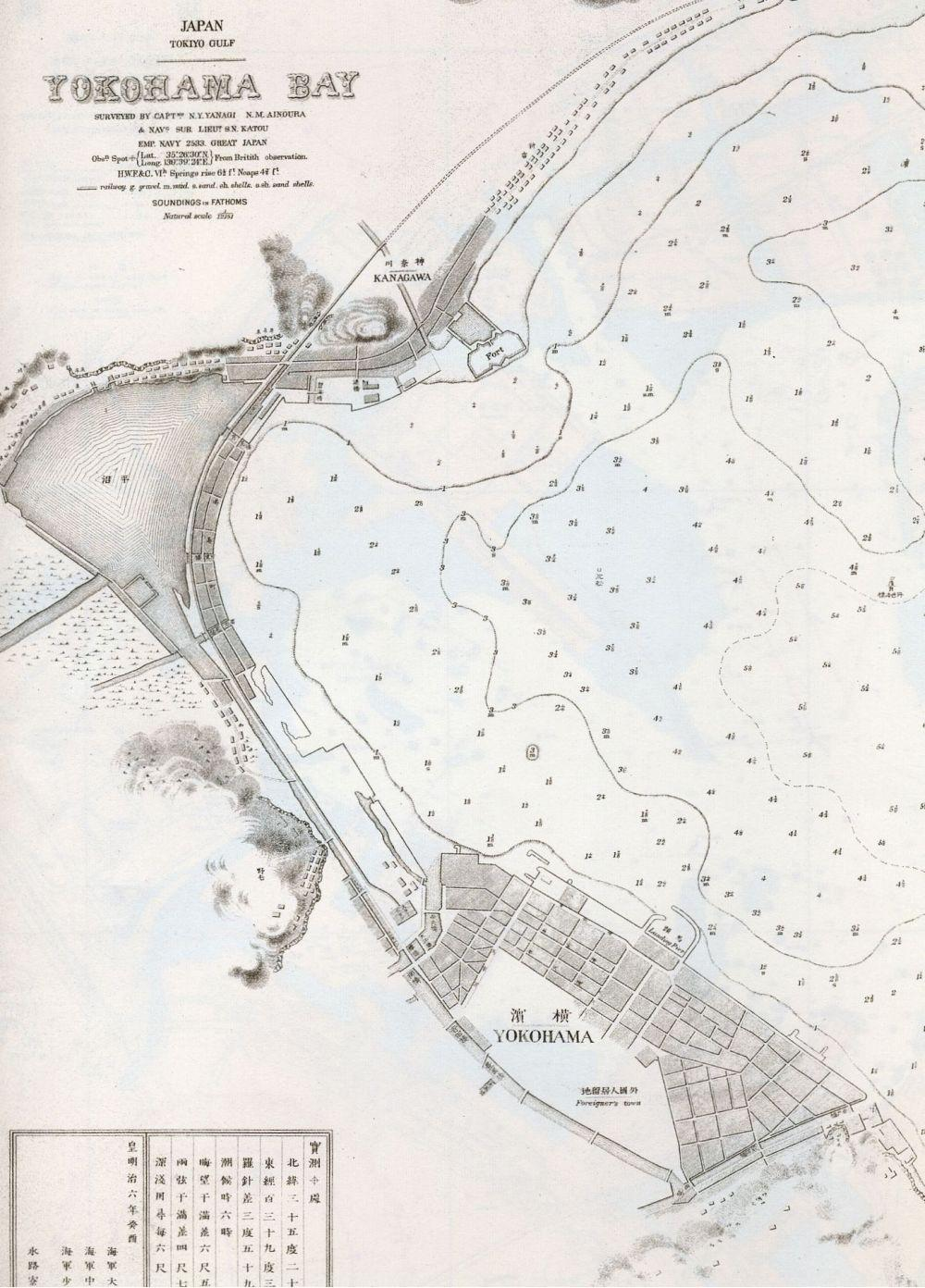
日本海軍水路寮作成海図「武藏國横濱灣」の一部（明治7年（1874年）刊行）。神奈川湊沖は遠浅で、横浜港沖は水深が急速に深くなっている。

横浜港域における歴史は鎌倉幕府の国際玄関港として繁栄していた六浦湊（現在の横浜市金沢区）の存在にまで遡ることが出来るが、原型は神奈川湊（かながわみなと）の方にあると考えられている。神奈川湊は、武蔵国橘樹郡神奈川（現在の神奈川県横浜市神奈川区神奈川本町、青木町付近）にあった。
神奈川湊は中世から東京湾内海交通の拠点の一つとされ、鎌倉幕府が置かれた13世紀以降、湾内の物流が活発になると共に神奈川湊も発展して行く。記録によれば室町時代の1392年（明徳3年/元中9年）の段階で、東京湾の主要積出港の一つとして機能していたことが明らかになっている。神奈川湊とその湊町は鎌倉時代には鶴岡八幡宮が支配し、室町時代には関東管領・上杉氏の領地となった。その後、戦国時代には後北条氏の家臣である多米氏が支配。小田原征伐後、1590年（天正18年）に徳川家康が江戸に入府するとその支配下に入った。1601年（慶長6年）、神奈川湊の湊町は神奈川宿として東海道の宿場となり以後、江戸幕府の直轄地とされた。
江戸の発展に伴い全国各地からの物資輸送と江戸湾（東京湾）内海交通が活発となり、神奈川湊など湾内の各湊でも廻船業（廻船問屋）を営む者が現れた。

### 黒船来航と横浜開港
1853年（嘉永6年）、アメリカ合衆国のペリー提督率いる艦隊（黒船）が浦賀沖に現れた（黒船来航）。翌1854年（嘉永7年）には再度来航して幕府の態度が表明されるまでの間、六浦湊外周の小柴舳沖（武蔵金沢藩（六浦藩）=横浜市金沢区）に2ヶ月間投錨。厳重な態度の幕府や、乙舳海岸に陣を張り物々しい六浦藩とは裏腹に、民間レベルでは漁師の獲った魚や艦隊が持参したビスケットを差し入れし合うなどいち早くフランクな異文化交流が行われていたと記録されている。その後、幕府は神奈川湊の対岸にある武蔵国久良岐郡横浜村に応接所を設置してペリー一行を上陸させ協議に臨んだ結果、日米和親条約（神奈川条約）を締結した。その後、1858年（安政5年）には神奈川沖小柴に浮かぶポーハタン号上で結ばれた日米修好通商条約（安政五カ国条約）により、神奈川の開港が定められた。
幕府は松代藩士・佐久間象山、外国奉行・岩瀬忠震らの意見により東海道に直結する神奈川宿・神奈川湊を避け、対岸の横浜村に開港場を新設することを決定。対して諸外国の公使はあくまで条約の批准にこだわり神奈川の開港を求め、横浜の利便性は認めつつも神奈川宿周辺に領事館を開いた。しかし開港後は居留地での取引が活発化して神奈川湊は衰退し、居留地が外国人向けに整備されるなど既成事実が積み重なり、諸外国も横浜開港を受け入れた。
横浜は大岡川によって土砂が堆積するという不利点があったものの、南の本牧台地が風を防ぐ利点があった。横浜沖はすぐに水深を増す浚渫工事が施された。当時の横浜村は砂州の上に形成された半農半漁の郷村であった。開港に相前後して居留地、波止場、神奈川運上所（税関）、神奈川奉行所などが整備され、東海道から横浜村に至る脇往還（よこはま道）が短期間で造成された。これらの事業や初期の町作りを担ったのは、神奈川宿・保土ヶ谷宿や周辺の村々の人たちだった。横浜開港の成功の背景には、神奈川湊および同宿によって培われた経済的基盤が存在したとされる。下田出身の写真家・下岡蓮杖の浄瑠璃『横浜開港奇談 お楠子別れの段』では横浜開港の功労者として、初代横浜総年寄を務めた保土ヶ谷宿本陣家第10代当主の苅部清兵衛悦甫、吉田新田の吉田勘兵衛、石川村名主の石川徳右衛門を挙げている。
1859年7月1日（安政6年6月2日）に横浜港は開港し、貿易を開始した。横浜市は6月2日を開港記念日としている。開港に先立ち幕府は横浜への出店を奨励する御触を出し、江戸の大商人や神奈川湊など江戸湾内の廻船問屋のほか全国から一旗揚げようと意気込む商人が集まり、横浜は急速に発展した。同年に永住した西洋人の商人は20名以上あり、不安定ながら非常に利益率の高い商売であったことから、一攫千金をもくろむ西洋人が次々と来日し始め、船員が商人を兼ねることも多かった。ジョセフ・ヒコこと浜田彦蔵もその一人で、サンフランシスコの出資者と組んでいち早く商売を始めた。

### 開港後

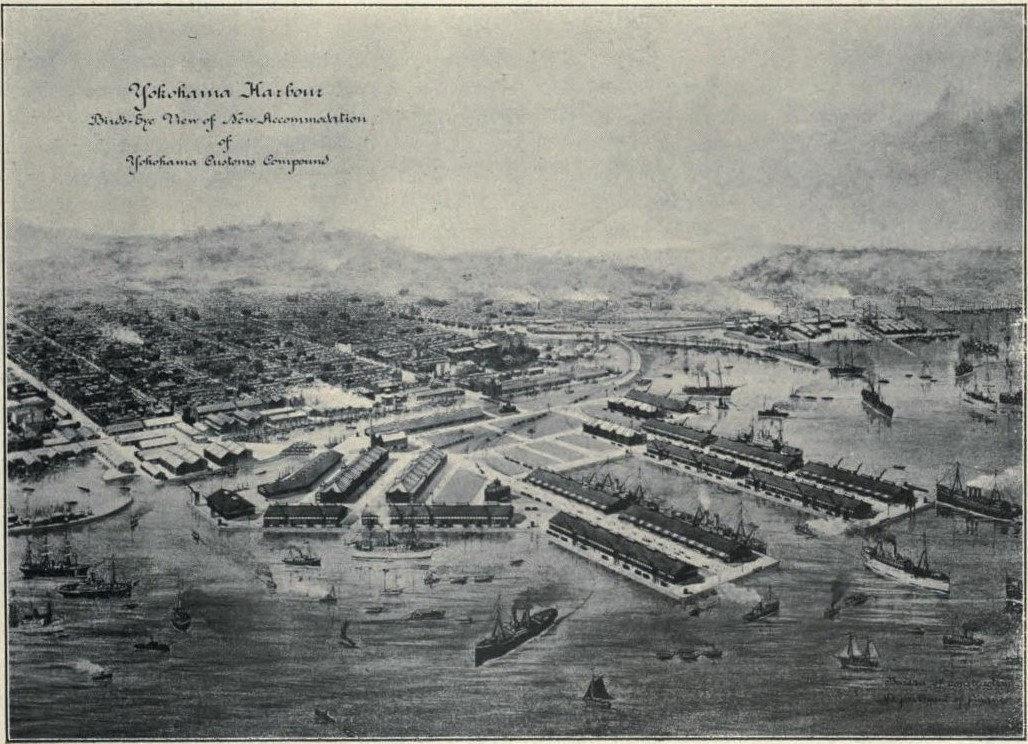
明治時代の横浜港

開港当時、外国商館への輸出品の販売は「売込」、輸入品の購入は「引取」と呼ばれ、それぞれ売込商人・引取商人という横浜商人を通して取引が行われた。明治初期までの代表的な輸出品は生糸と茶であり、輸入品は綿糸・織物と砂糖などである。特に生糸輸出は昭和恐慌期に至るまで綿花輸入と並ぶ最大の貿易品であり、横浜は生糸貿易港として世界に名を馳せた。貿易が拡大して外国人居留地での取引が活発になると、その玄関口となる横浜では流入する外国の文化・技術がいち早く採り入れられた。一方、当時の神奈川県知事井関盛艮は、それらの外来文化に接する横浜の精神的支柱とするために神社信仰の確立が必要と考えたため、1870年4月野毛山に伊勢山皇大神宮を創建し、横浜の街と港の総鎮守とした。
西洋人商人にとっての対日貿易は、開港当初は非常に儲かるものであった。その後、1870年頃まで一時下降したものの再び盛り返し、1876年の居留地の取引高は約5800万円となった。西洋諸国から日本への輸出品は兵器や船、繊維製品が主で、卯年の1879年にはオーストラリア産のウサギが人気を集めた。また、海産物などの乾物を日本で買い、中国で販売するビジネスも西洋人が行った。イギリスが覇権を握っていたインドや中国（香港）と違って、多くの欧米諸国（不平等条約締結国）が拮抗していた日本では有効な換金システムがなかったため、1885年の日銀兌換券発行まで、金銭のやり取りは混乱を極めた。
明治20年代になると、横浜港の拡大と充実を目指して港湾施設の整備が行われる。1888年（明治21年）、外相大隈重信が首相・伊藤博文に横浜港の港湾設備を整備するよう建言しイギリス陸軍工兵大佐・パーマーの監督下、翌年より築港工事が始められた。この第1期築港工事では、内防波堤と鉄桟橋（大さん橋）が造られた。
明治30年代〜大正時代には、日清戦争（1894年（明治27年））を経て東洋最大の港となった神戸港に対抗すべく、埠頭や海陸連絡施設など大規模な港湾施設の建設が積極的に行われた。1899年（明治32年）には、海陸連絡施設の整備を目指して第2期築港工事を開始した（1917年（大正6年）まで）。赤レンガ倉庫と新港埠頭は、この時代に横浜市が政府に建設を働きかけて完成させたものである。建設費用はアメリカに支払った下関戦争の賠償金がアメリカから返還され、これを充てた。以後、現在に至るまで港湾施設の改良工事は度々行われている。
1916年（大正5年）、入港した「ハワイ丸」の乗客から全国にコレラが拡大。死者は7400人を超える。感染防止のために本牧海岸から出漁、遊泳が禁止される。
1923年（大正12年）、関東大震災により横浜港は壊滅的な被害を受ける。復興事業は市長・有吉忠一の指揮下、神奈川県と横浜市、生糸商などの横浜商人をはじめとする市民らにより国の力も借りて進められた。この事業により生糸検査所、ホテル・ニューグランド、神奈川県庁本庁舎（キングの塔）、横浜税関庁舎（クイーンの塔）や瓦礫を利用して造成した山下公園など今の横浜を代表する建築、名所が造られた。事業のための巨額の資金はアメリカでドル建て市債を発行して賄ったが、この膨大な負債はその後長く市財政を圧迫した。
昭和に入ると京浜工業地帯が形成され、その発展に伴い横浜港は生糸貿易港から工業港となりつつあった。1935年（昭和10年）、日産は横浜市から買収した埋立地に本社工場を完成させて自動車の生産を始めた。昭和初期は製鉄、造船、自動車、電機などの軍需産業が発展し横浜港はその重要な拠点となった。1941年（昭和16年）12月には太平洋戦争が始まり、横浜は翌1942年（昭和17年）4月18日にアメリカ軍から初空襲を受けた（ドーリットル空襲）。また同年11月には横浜港ドイツ軍艦爆発事件が発生した。その後、終戦までに横浜は30数回の空襲を受けるが、臨海部の工場や港湾施設の被害は比較的軽かった。

### 戦後
1945年（昭和20年）に終戦を迎え、横浜港と横浜の市街地（関内地区）は連合国軍に接収された。特に横浜港の港湾施設はその90%が接収され、横浜の戦後復興を遅らせた。朝鮮戦争では、アメリカ第7歩兵師団が1950年9月11日に横浜港で乗船し、4日後の仁川上陸作戦に加わった。
1952年（昭和27年）、講和条約が発効し横浜港の接収が解除され始める（現在も在日米軍が使用している瑞穂埠頭（ノースピア）など一部除く）。先立って1950年（昭和25年）に接収解除された高島埠頭を足がかりに京浜工業地帯と横浜の復興は始まり、外国貿易も回復し始めた。輸入の激増により、横浜港の外国貿易量は1957年（昭和32年）には戦前のピークである1937年（昭和12年）を上回る。横浜港の輸入品は終戦直後は食料品が占め、後には石油、金属、鉄鉱石、石炭が増加。輸出品は鉄鋼、車両、機械類が大きな比重を占め、工業港としての性格を強めた。
1968年（昭和43年）にはコンテナ専用埠頭である本牧埠頭（A突堤）が造成され、コンテナ船が入港し始める。1970年代にかけ神戸港と共に、日本着発の国際コンテナ物流を支えた。だが世界規模で急速に進んだ海運のコンテナ化への対応では、東京港大井埠頭整備により後塵を拝した。神戸港が阪神・淡路大震災で壊滅的な被害を受けた1995年（平成7年）以降は外貿コンテナ取扱個数で国内首位となったが1998年（平成10年）に東京港に抜かれ、現在は国内第2位。在来・素材貨物を含む総取扱貨物量（重量ベース）では名古屋港と千葉港に次ぐ国内第3位となっている。
横浜港で陸揚げされたコンテナはトラックに載せられ、本町通りを通って各地に運ばれた。そのため、本町通は「コンテナ街道」と呼ばれるようになった。これにより交通渋滞が頻発したため、本町通を通らずに直接高速道路に入れるよう、横浜港周辺の道路整備が求められた。横浜港を代表する建築となっている横浜ベイブリッジもこの道路整備の一環として、1989年（平成元年）に建造された。また、都市計画道路として各埠頭をつなぎ横浜港を環状型に結ぶ臨港幹線道路も事業化されているが、全線完成には至っていない。

### 現在の横浜港
現在、国際船客ターミナルとして機能しているのは大桟橋埠頭と新港埠頭である。新港埠頭は海上保安庁横浜海上保安部の庁舎を兼ねた横浜海上防災基地としての機能を主としている。また新港埠頭はみなとみらい21計画の一環としてフェリーターミナルも構想されていた。2003年（平成15年）度より横浜港の客船寄港数は国内最多となり2022年現在まで堅持している（ノート参照）。
コンテナ埠頭の主力は本牧埠頭、大黒埠頭、南本牧埠頭である。大黒埠頭には完成自動車および大型建設用機械の輸出用バースがある。また流通の拠点として横浜港流通センターも大黒埠頭にある。現在各埠頭はコンテナ船の大型化に備えた大深度化を進めているが、とくに南本牧埠頭では国内最大級の20m深度を持つバースが建設着手された。デンマークのマースクラインは同社にとって日本国内最大の物流拠点を南本牧埠頭に構えている。2005年（平成17年）12月には本牧BCターミナルがスーパー中枢港湾ターミナルとして国内で初めて全面供用された。また2010年（平成22年）には国際戦略港湾の指定を京浜港として受け、コンテナターミナル管理のポート・オーソリティ化や民営化つき検討が進められている。横浜港は世界最大のコンテナ船社、デンマークのマースクラインが同社にとって日本国内最大の物流拠点を南本牧埠頭に構える等、外国船主体の利用となっている一方、東京港は日本船の利用が中心となっている。戦前から横浜港が外港、東京港が内港として利用区分されてきた。
2019年のコンテナ取扱量は、299万TEU（世界第61位） と世界的な物流量からの位置付けは低下しつつあるものの、コンテナ積み下ろしの効率性が世界1位になるなど独自の存在感を示している。
在来貨物を取り扱う埠頭としては山下埠頭、瑞穂埠頭、山内埠頭、出田町埠頭等がある。全て内港エリアに存在し、貨物の主流が海上コンテナに移行した今日、山下埠頭や新山下地区の再整備事業など、横浜都心への一体化が構想されている。

### 横浜港の客船寄航数
1970年代初頭のオイルショックより、貨客船の船客事業から撤退したり、航路を廃止したりする海運会社が増え、世界的に貨客船事業は衰退した。以降、横浜港の客船定期航路は、旧ソ連の極東海運 (FESCO) が運行するナホトカ航路のみであったが、それも1990年代初頭に廃止された。
現在の外国航路の乗降客数は、中国・上海や韓国・釜山行き国際フェリー航路を有する大阪港、および上海や中国・天津行き国際フェリー航路を有する神戸港に比べると、横浜港は比較にならないほど少ない。国内航路乗降客数も、フェリー航路を有する大阪港・神戸港・東京港と比較すると、これもまた桁違いに少ない（ノート参照）。
横浜市や横浜港は、新しい国際客船ターミナルの竣工（2002年）とワールドカップ日韓大会開催に合わせ、クルーズ客船の寄港誘致に市を挙げて積極的に乗り出した。海運会社には、着岸料金の半額を横浜市が負担するなどした結果、2003年（平成15年）度において、横浜港の日本船籍クルーズ客船の寄港数は、初めて日本最多となり、2022年（令和4年）までその地位を堅持している。
さらに2000年代中盤に横浜市の働きかけにより、日本郵船の飛鳥IIは、船籍を東京港から横浜港に移した。横浜港の港勢推移が、横浜市経済へ与える波及効果が高いため、継続したクルーズ客船やコンテナ船誘致が、重要な政策課題となっている。

### 記念事業
旧暦6月2日、新暦7月1日の開港だが、現在は新暦6月2日を開港記念日としている。

#### 開港50周年
1909年（明治42年）7月1日の開港50周年当日に横浜市歌が発表された。また、開港50周年記念事業として、1914年（大正3年）9月12日に横浜市開港記念会館建設工事が起工された（1917年（大正6年）6月30日竣工。7月1日開館）。

#### 開港100周年
1959年（昭和34年）に開港100周年記念事業として、12月18日に横浜マリンタワー建設工事が着工された（1961年（昭和36年）1月14日竣工。1月15日開館）。当初の塔体の塗色は赤と白の縞模様（7等分）だった。このマリンタワーは灯台でもあり（灯台としては世界一の高さとしてギネスブックに記載）、横浜のシンボルとして多くの観光客でにぎわっていた。しかし、集客力が減少したことから2006年に一時閉鎖、後述の開港150周年を機にリニューアルされた。

#### 開港130周年
1989年（平成元年）に横浜市制100周年および開港130周年記念事業として、横浜博覧会（会場：みなとみらい地区、3月25日〜10月1日）が開催された。これに合わせて、横浜マリンタワーの塔体の塗色が下から上へ向けて白から赤へ変化していくグラデーションに変更された。

#### 開港150周年
2009年（平成21年）に開港150周年記念事業として、開国博Y150（4月28日〜9月27日）が開催された。これに合わせて、横浜マリンタワーの再整備（塔体の塗色が外側がシルバー、内側がブラウンオリーブに変更され、5月23日に営業再開）、象の鼻地区の公園整備（象の鼻パーク、6月2日オープン）、世界トライアスロンシリーズ横浜大会などが行われた。

### 年表
- 1241年（仁治2年） - 六浦湊と鎌倉を結ぶ朝夷奈切通が開通し、現・横浜港域が歴史の表舞台に登場。幕府の玄関口として文化・交易・産業に栄え神奈川湊、そして横浜港へと続く発展の序章となった。
- 1392年（明徳3年/元中9年） - 神奈川湊が湾内の主要港として記録に現れる。
- 1601年（慶長6年） - 神奈川を東海道の宿場、神奈川宿とする。
- 1694年（元禄7年） - 明の心越禅師が六浦湊の景色を故郷の瀟湘八景になぞらえて漢詩にして詠み、金沢八景とした。
- 1854年（嘉永7年） - 武蔵国久良岐郡横浜村で、日米和親条約が締結される。
- 1857年（安政4年） - 浮世絵・金沢八景を描いた歌川広重、武陽金沢八勝夜景（版画3枚続・蔦屋版）を完成させる。
- 1858年（安政5年） - 神奈川沖で日米修好通商条約が締結され、「神奈川」の開港が定められる。
- 1859年7月1日（安政6年6月2日） - 横浜港が開港。同時に、神奈川運上所（現・財務省横浜税関）を設置。横浜村を横浜町と改称。
- 1870年（明治3年） - 神奈川県により横浜港の鎮守として伊勢山皇大神宮が創建される。
- 1877年（明治10年） - 横浜居留地が返還される。
- 1888年（明治21年） - 外相大隈重信が、首相伊藤博文に対し横浜港の整備を建言。翌年築港工事を開始。
- 1889年（明治22年） - 海沿いの旅亭東屋（横浜港南部・金沢八景）にて伊藤博文らにより草案された明治憲法が発布。
- 1894年（明治27年） - 鉄桟橋（大さん橋）竣工。日清戦争開戦。
- 1896年（明治29年） - 横浜船渠第2号ドック（現：ドックヤードガーデン）が竣工。東西防波堤が竣工し、第1期築港工事が完工。
- 1899年（明治32年） - 海陸連絡施設の整備を目指して、第2期築港工事を開始（大正6年（1917年）まで）。
- 1904年（明治37年） - 日露戦争開戦。
- 1909年（明治42年） - 開港50年祭実施。横浜市歌発表。
- 1911年（明治44年） - 赤レンガ倉庫完成（2号倉庫。1号倉庫は大正2年（1913年）完成）。
- 1914年（大正3年） - 第一次世界大戦開戦。
- 1917年（大正6年） - 新港埠頭完成。開港50周年記念事業の一環として建設された、開港記念横浜会館（現・横浜市開港記念会館）竣工。
- 1921年（大正10年）5月 - 内務省横浜土木出張所横浜港修築工場（現・国土交通省関東地方整備局京浜港湾事務所）を設置する。
- 1923年（大正12年） - 関東大震災で大きな被害を受ける。
- 1930年（昭和5年） - 山下公園が開園。
- 1934年（昭和9年）3月 - 横浜税関現庁舎（クイーンの塔）竣工 。
- 1942年（昭和17年）11月 - 横浜港ドイツ軍艦爆発事件で4隻大破、死者102名。
- 1945年（昭和20年） - 第二次世界大戦終戦。港湾施設の大部分が連合国軍に接収される。
- 1949年（昭和24年） - 港湾施設等の接収が解除され始める（瑞穂埠頭（ノースピア）やその周辺水域、小柴水域や新港埠頭（センターピア）の一部を除く、これらは現在も在日米軍が管理）。
- 1950年（昭和25年） - 横浜国際港都建設法（昭和25年法律第248号）公布。
- 1951年（昭和26年） - 横浜市が港湾管理者となる。
- 1958年（昭和33年） - 開港100年祭が行われる（100周年の年でなく、100年目の年に開催された）。
- 1961年（昭和36年） - 開港100周年記念事業の一環として、横浜マリンタワー（高さ106m）が建てられる。
- 1964年（昭和39年） - 初代大桟橋旅客ターミナル竣工。
- 1981年（昭和56年） - 横浜港埠頭公社（現：横浜港埠頭株式会社）設立。
- 1983年（昭和58年） - 三菱重工業横浜製作所移転し、跡地にみなとみらい21事業着工。
- 1986年（昭和61年） - 本牧埠頭D突堤に横浜港シンボルタワーが建てられる。
- 1989年（平成元年） - 横浜ベイブリッジ開通。金沢シーサイドライン開業。横浜博覧会開催。
- 1990年（平成2年） - 大黒埠頭完成。
- 1991年（平成3年） - みなとみらいさん橋（ぷかりさん橋）完成。
- 1993年（平成5年） - 横浜・八景島シーパラダイス開業（マリーナ港区と分区指定なしエリアからなる人工島・八景島上）。
- 1994年（平成6年） - 鶴見つばさ橋開通。
- 1996年（平成8年） - 総合保税上屋YCC (Yokohama port-Cargo Center) オープン。
- 1998年（平成10年） - 横浜ベイサイドマリーナ開業。
- 2001年（平成13年） - 南本牧埠頭供用。
- 2002年（平成14年） - 大さん橋国際旅客ターミナルがリニューアルオープン。赤レンガパーク開業。
- 2004年（平成16年） - 横浜高速鉄道みなとみらい線開業。横浜ベイブリッジ下部（本牧-大黒間）に国道357号線開通。
- 2005年（平成17年） - 本牧BC間埋め立て完了、BCコンテナターミナル全面供用。
- 2008年（平成20年） - 臨港幹線道路のうち、みなとみらい橋とコットン大橋開通、瑞穂大橋の名称決定。
- 2009年（平成21年） - 開港150周年記念事業として「開国博Y150」が開催される。象の鼻パーク開園。横浜マリンタワーがリニューアルオープン。世界トライアスロンシリーズ横浜大会を初開催。
- 2013年（平成25年） - 臨港幹線道路のうち、みなとみらいトンネル開通（みなとみらい地区内の国際大通り地下を通る）。
- 2017年（平成29年）7月26日 - 国土交通大臣により港湾法第2条の3で定める国際旅客船拠点形成港湾に指定された[10][11]。
- 2018年（平成30年）11月16日 - クルーズ船誘致で金沢港（石川県管理）と協定[12]。
- 2019年（令和元年）10月31日 - 客船ターミナル機能を持つ複合施設「横浜ハンマーヘッド」が開業。
- 2023年（令和5年）4月28日 - 横浜港にクルーズ船5隻（クイーン・エリザベス・MSCベリッシマ・飛鳥II・にっぽん丸・バイキング・オリオン）が着岸。同じ港にクルーズ船5隻が同時に着岸するのは日本初となる[13]。

## 港湾概要

### 面積
- 港湾区域面積：7,315.9ha
- 臨港地区面積：2,828.4ha[14]
  - 商港区：972.9ha
  - 工業港区：1,697.7ha
  - マリーナ港区：5.7ha
  - 修景厚生港区：95.7ha
  - 分区指定なし：56.4ha

### 埠頭
横浜港には、12か所の埠頭・桟橋がある。このうち、瑞穂埠頭は「横浜ノース・ドック」として在日米軍が現在も使用している。また、現在のみなとみらい21中央地区の辺りにはかつて高島埠頭があった。

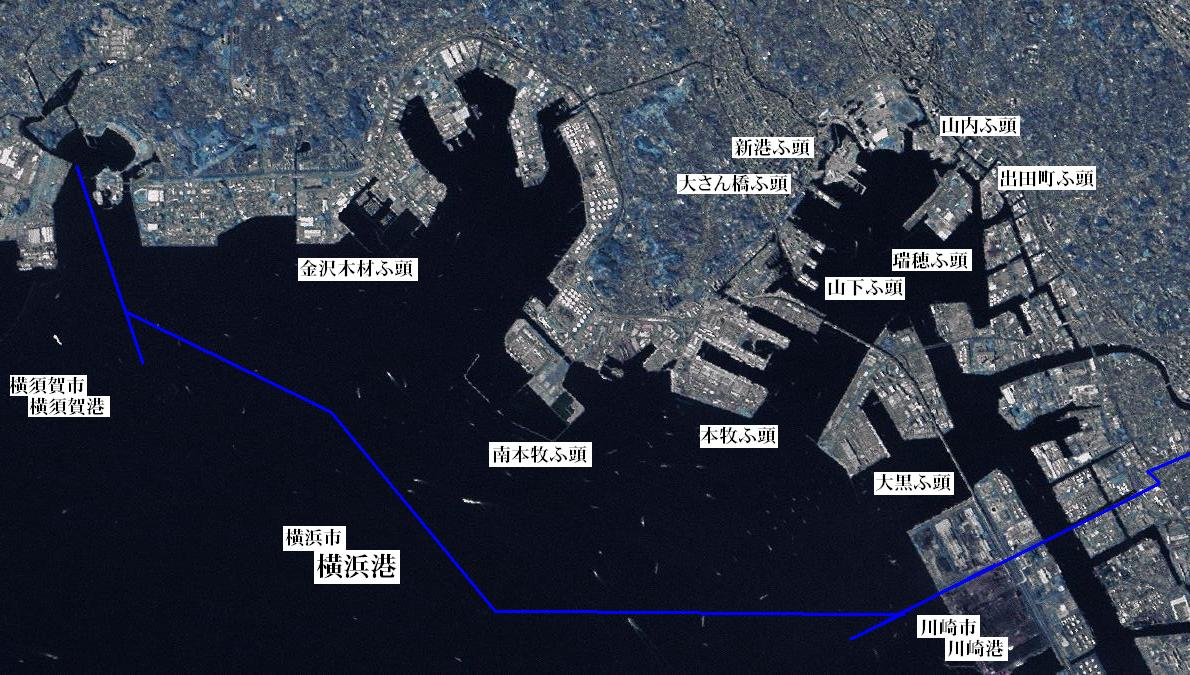
横浜港のランドサット画像 （※クリックして拡大）

1. 新港埠頭[注釈 2]
2. 大さん橋
3. 山下埠頭
4. 本牧埠頭
5. 南本牧埠頭
6. 山内埠頭[注釈 3]
7. 出田町埠頭
8. 瑞穂埠頭
9. 大黒埠頭
10. 金沢木材埠頭
11. みなとみらいさん橋（ぷかりさん橋）
12. 八景島さん橋

### 岸壁
- 公共および旧公社（現：横浜港埠頭株式会社）バース数：101
- 民間バース数：166
- 合計：249バース

### 港勢
2004年（平成16年）度
- 入港船舶数：42,252隻（うち外航船：11,214隻）
- 取扱貨物量：126,960千トン
- 貿易額：9兆8662億円

### 港湾緑地
緑地名称においては、横浜市などが公式に使用している「ふ頭」表記に従う。

末広緑地、末広水際線プロムナード、大黒ふ頭中央緑地、大黒ふ頭東緑地、大黒ふ頭西緑地、大黒ふ頭先端緑地、大黒ふ頭緑地、出田町ふ頭緑地、国際交流ゾーン、臨港パーク、新港中央広場、新港パーク（カップヌードルミュージアムパーク）、日本丸メモリアルパーク、運河パーク、汽車道、赤レンガパーク、ハンマーヘッドパーク、山下臨港線プロムナード、象の鼻パーク、山下ふ頭緑地、本牧ふ頭緑地、横浜港シンボルタワー、金沢木材ふ頭緑地、金沢水際線緑地、金沢福浦地区緑地、八景島緑地

## 航路
- 東海汽船
  - 東京（竹芝） - 横浜（大桟橋）- 伊豆大島 - 利島 - 新島 - 式根島 - 神津島
- ポートサービス
  - シーバス （横浜駅東口 - みなとみらい21ぷかり桟橋 - 赤レンガ倉庫 - 山下公園）
  - 横浜港遊覧船 （みなとみらい21ぷかり桟橋・山下公園発着）
- 京浜フェリーポート
  - 水上バス （大桟橋 - 日本丸 - 運河パーク）
  - 横浜港遊覧船 （大桟橋・日本丸発着）
- レストラン船
  - ロイヤルウイング - 横浜港クルーズ（大桟橋発着）
- クルーズ客船
  - 飛鳥II（横浜を船籍港としている）
  - ぱしふぃっくびいなす、にっぽん丸をはじめとする国内外のクルーズ客船が寄港する[注釈 4]。
- チャータークルーズ
  - ジール - みなとみらい21ぷかり桟橋・東京（青海・天王洲）発着

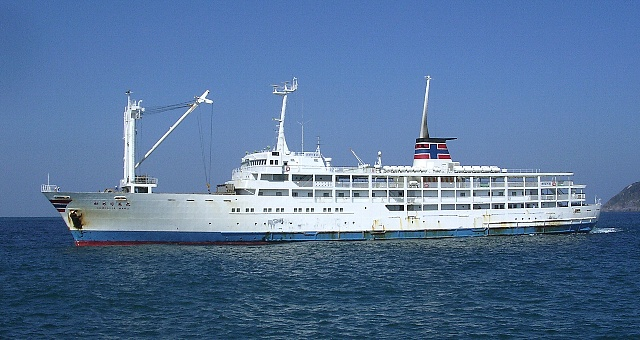
かめりあ丸（東海汽船）
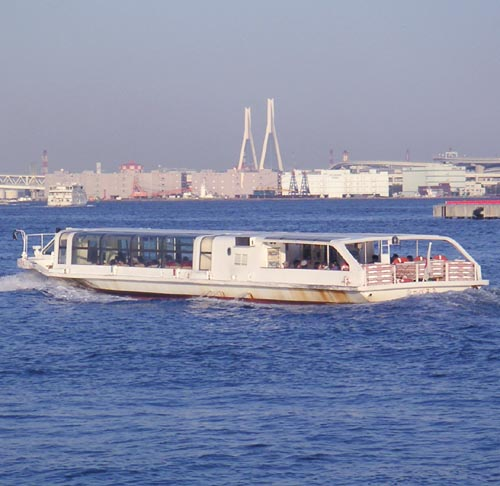
シーバス
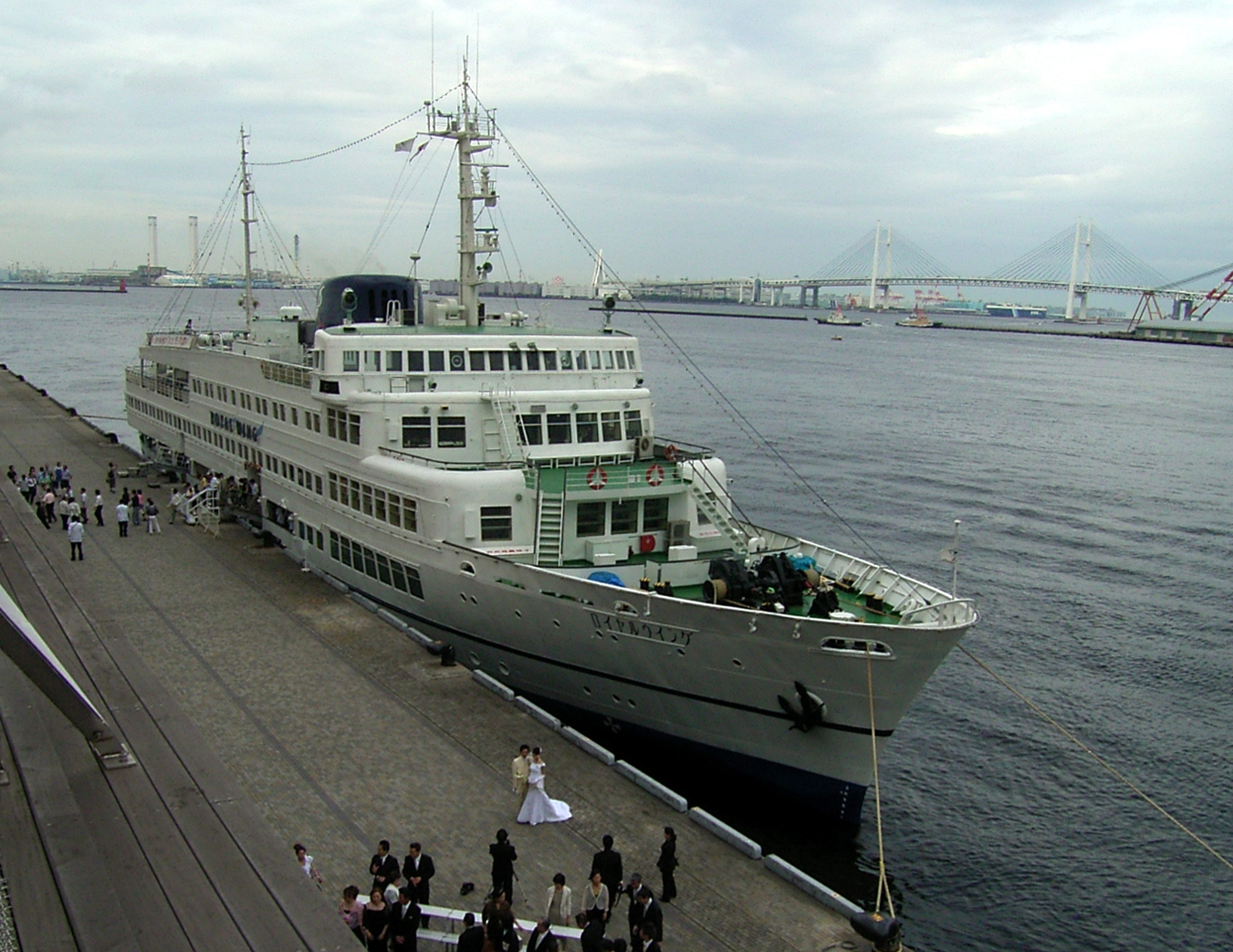
ロイヤルウィング
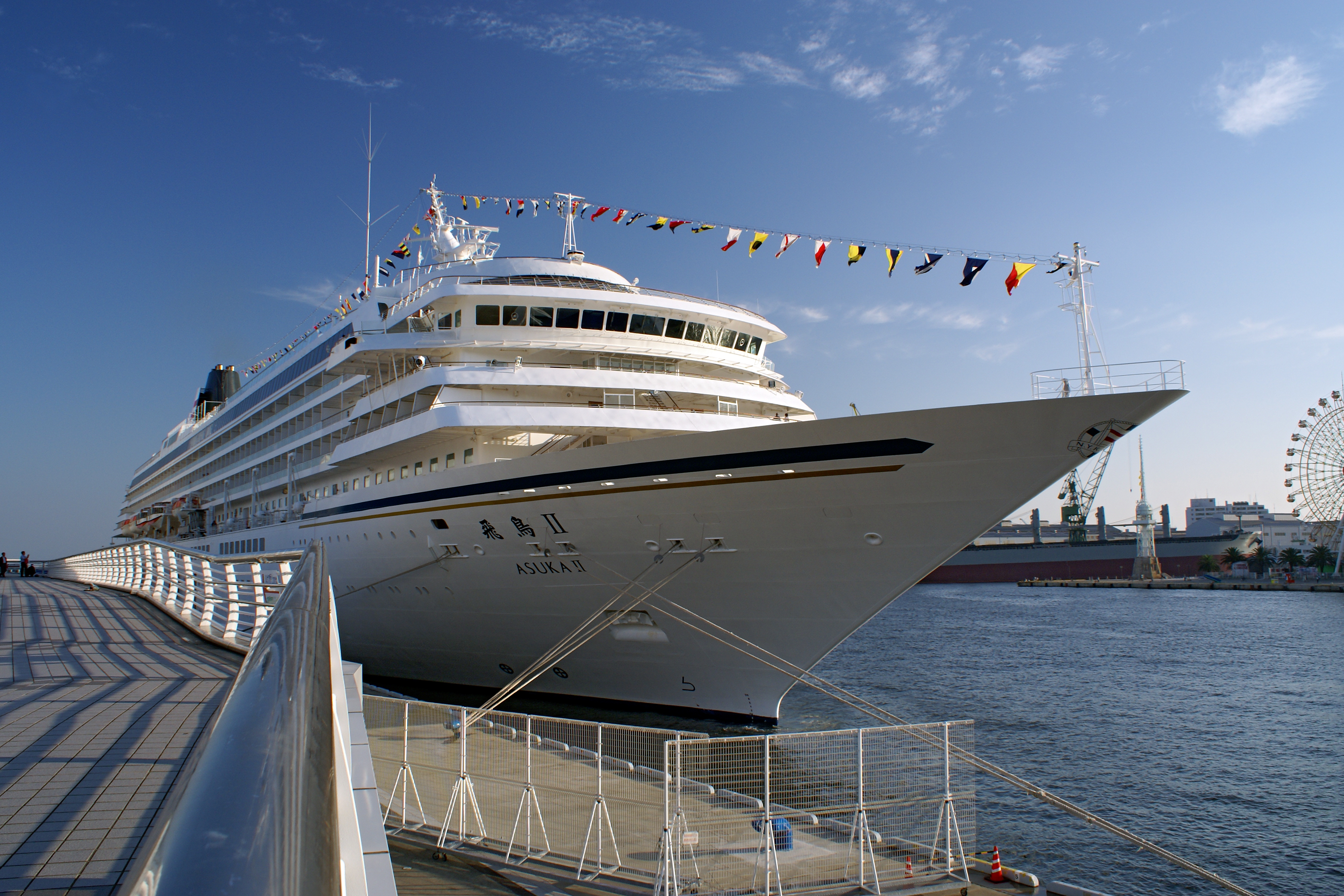
飛鳥II
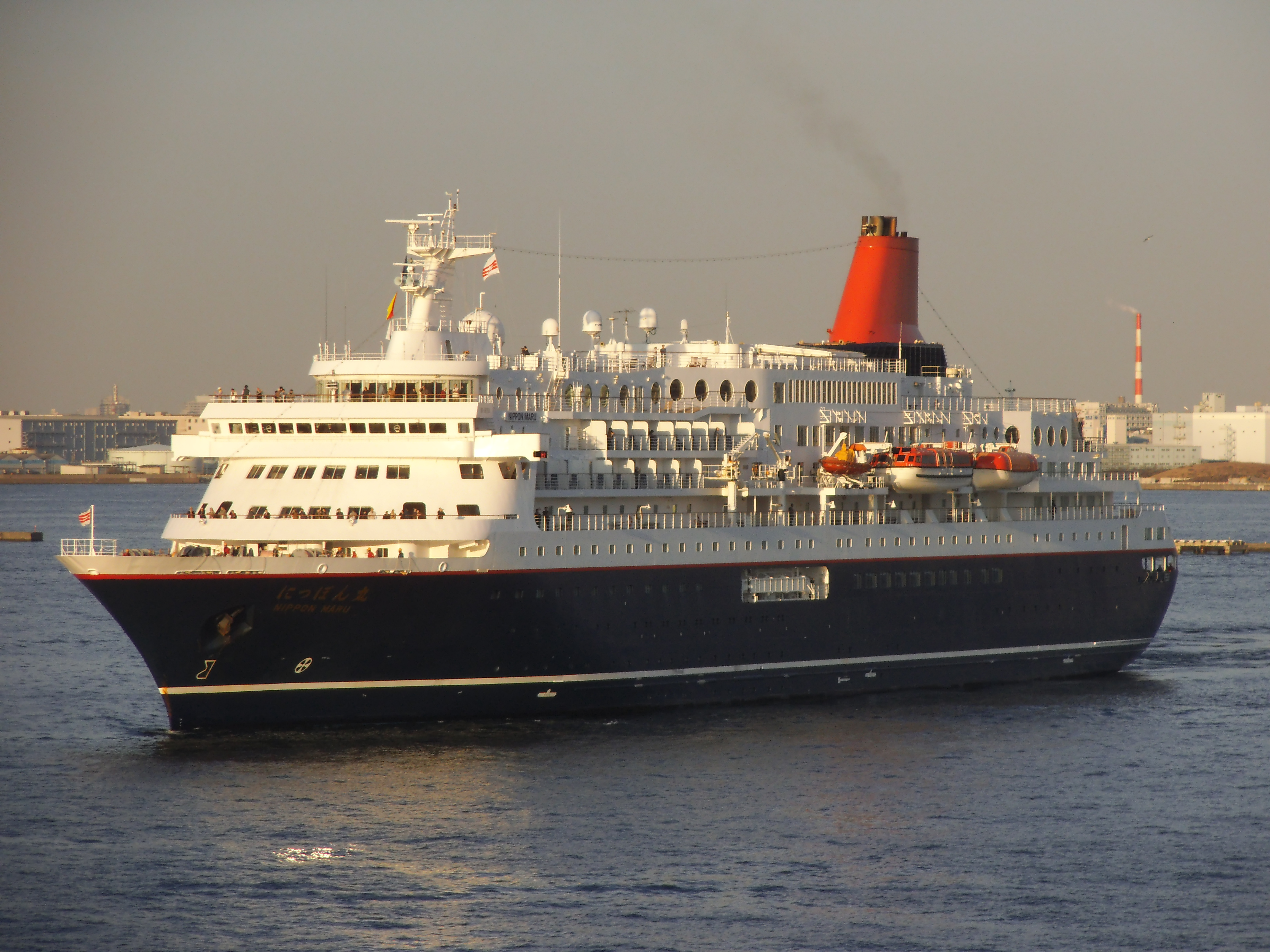
にっぽん丸

## 姉妹港・友好港等
姉妹港
 オークランド港（アメリカ合衆国） - 1980年（昭和55年）5月2日姉妹港提携
 バンクーバー港（カナダ） - 1981年（昭和56年）5月15日姉妹港提携
 ハンブルク港（ドイツ連邦共和国） - 1992年（平成4年）10月27日姉妹港提携
友好港
 上海港（中華人民共和国） - 1983年（昭和58年）10月12日友好港提携
 大連港（中華人民共和国） - 1990年（平成2年）9月5日友好港提携
貿易協力港
 メルボルン港（オーストラリア連邦） - 1986年（昭和61年）5月24日貿易協力港提携

## フィクション・作品の舞台
- 『あぶない刑事』 - 劇中で新港埠頭、高島埠頭（当時）、大黒埠頭、本牧埠頭などが登場。
- 『探偵 神宮寺三郎シリーズ』 - ファミリーコンピュータ用ゲーム『探偵 神宮寺三郎 横浜港連続殺人事件』の舞台となった。
- 『レーシングラグーン』 - 劇中で本牧埠頭が走り屋チーム「ナイトレーサーズ本牧」の拠点として登場。高島埠頭が同じく走り屋チームの「高島ビクトリーロード」の本拠地として登場しチキンレースを行っていた。また、架空の埠頭「ベイラグーン埠頭」が登場し、こちらは走り屋チーム「ベイラグーンレーシング」の本拠地として登場する。